# Zeuzera
Genre
Zeuzera est un genre d'insectes lépidoptères (papillons), de la famille des Cossidae.

## Liste d'espèces
Selon Catalogue of Life (5 oct. 2013) :
- Zeuzera aburae
- Zeuzera aetes
- Zeuzera aglospila
- Zeuzera ariana
- Zeuzera asylas
- Zeuzera aurivillii
- Zeuzera boisduvalii
- Zeuzera burgersi
- Zeuzera canadensis
- Zeuzera caudata
- Zeuzera coffeae
- Zeuzera conferta
- Zeuzera congerens
- Zeuzera coscinopa
- Zeuzera eumitra
- Zeuzera helenae
- Zeuzera indica
- Zeuzera kochi
- Zeuzera leuconotum
- Zeuzera lineata
- Zeuzera masoni
- Zeuzera mixta
- Zeuzera moderata
- Zeuzera multistrigata
- Zeuzera nepalense
- Zeuzera neuropunctata
- Zeuzera neuroxantha
- Zeuzera nubila
- Zeuzera nuristanensis
- Zeuzera pantasema
- Zeuzera pardicolor
- Zeuzera perigypsa
- Zeuzera petax
- Zeuzera postexcisa
- Zeuzera pyrina
- Zeuzera quieta
- Zeuzera ramosa
- Zeuzera ramuscula
- Zeuzera recticulata
- Zeuzera regia
- Zeuzera rhabdota
- Zeuzera roxana
- Zeuzera speyeri
- Zeuzera sponda
- Zeuzera tigrina
- Zeuzera tripartita
- Zeuzera undulosa
- Zeuzera vittata
- Zeuzera yuennani

Selon NCBI (5 mai 2022) :
- Zeuzera aeglospila
- Zeuzera borneana
- Zeuzera caudata
- Zeuzera coffeae
- Zeuzera conferta
- Zeuzera indica
- Zeuzera leuconotum
- Zeuzera lineata
- Zeuzera multistrigata
- Zeuzera pyrina
- Zeuzera quieta